# ایرلیمارت (کالیفرنیا)
ایرلیمارت (به انگلیسی: Earlimart) یک منطقهٔ مسکونی در ایالات متحده آمریکا است که در شهرستان تولار، کالیفرنیا واقع شده‌است. ایرلیمارت ۵٫۴۵۶ کیلومتر مربع مساحت و ۸٬۵۳۷ نفر جمعیت دارد و ۸۶ متر بالاتر از سطح دریا واقع شده‌است.